# Universitario Popayán
L'Universitario Popayán è stata una squadra di calcio colombiana con sede a Popayán. Giocava le partite casalinghe allo stadio Ciro López.

## Storia
La squadra è nata dal trasferimento dei Centauros di Villavicencio a Popayán nel 2011.